# Ivor (Virginie)
Pour les articles homonymes, voir Ivor.
Ivor est une municipalité américaine située dans le comté de Southampton en Virginie.
Selon le recensement de 2010, Ivor compte 339 habitants. La municipalité s'étend sur 1,09 mille carré (2,82 km2).
Ivor devient une municipalité le 19 octobre 1908 par décision de justice. Elle est nommée par la femme de William Mahone, alors président du Norfolk and Petersburg Railroad (en), en référence à Fergus MacIvor, un personnage du roman Waverley de Walter Scott.